# Страховы
Страховы (польск. Страховские-Антоновичи) — древний дворянский род.
В Гербовнике значатся две фамилии Страховых:
1. Потомство Третьяка Фёдоровича, владевшего деревнями в 1572 году (Герб. Часть VII. № 29)
2. Потомство Федосея Андреевича, пожалованного поместьями в 1629 году (Герб. Часть VII. № 76)[1].

В польско-литовском государстве имелся род Страховские-Антоновичи.
Род внесён в дворянские родословные книги: Рязанской, Саратовский, С-Петурбургской, Тамбовской, Нижегородской губерний.

## История рода
Третьяк Фёдорович Страхов владел деревнями в Венёвском уезде (1572). Опричниками Ивана Грозного числились: Второй и Иван Страховы (1573). Иван Петрович жалован царём Михаилом Фёдоровичем выслуженной вотчиной, деревней Яриково с пустошами в Белёвском уезде (март 1625). Федосей Андреевич за московское осадное сидение жалован поместьем (1629). Фёдор Борисович Страхов от царя Петра I Алексеевича жалован поместьями (1703).

## Описание гербов

#### Герб. Часть VII. № 29.
Герб потомства Третьяка Фёдоровича: щит разделён горизонтально на две части, имеющие верхнее голубое и нижнее серебряное поля, в которых изображены две подковы, обращённые шипами одна к другой, и на поверхности верхней подковы сидит птица (польские гербы: верхнего поля изм. герб Слеповрон, нижний Ястршембец). Щит увенчан дворянским шлемом и короной со страусовыми перьями. Намёт на щите голубой, подложенный серебром.

#### Герб. Часть VII. № 76.
Герб потомства Федосея Андреевича: в щите, разделённом надвое, в верхней половине в голубом поле диагонально к левому верхнему углу означена золотая полоса и на ней птица с кольцом во рту (изм. польский герб Корвин), а над полосой в правом углу изображены серебряные: полумесяц рогами в левую сторону и три шестиугольные звезды (польский герб Ксежиц), внизу же полосы в левом углу золотой крест. В нижней половине, в красном поле, разрезанном чертой, крестообразно положены две серебряные сабли (изм. польский герб Пелец), на них шишак с перьями и серебряная подкова шипами вниз. Щит увенчан дворянским шлемом и короной со страусовыми перьями. Намёт на щите голубой, подложенный серебром.

#### Малороссийский гербовник
Герб потомства Андрея Антоновича-Страховского, протопопа Менского (с 1687) и его сына Василия Антоновича, сотника Киселевского: в голубом поле щита золотой крест, сопровождаемый снизу золотым полумесяцем. Нашлемник: три страусовых пера (изм. польский герб Шелига).

## Известные представители
- Страхов Калина — подьячий, воевода в Верхотурье (1625—1627)[6].
- Страховы: Василий Андреевич, Андрей Иванович, Алексей Фёдорович — московские дворяне (1671—1692).
- Страховы: Варфоломей и Степан Алексеевичи, Иван Андреевич, Андрей Яковлевич — стряпчие (1692—1694)[7].
- Страхов Павел Николаевич — прапорщик Финляндского полка, смертельно ранен под Бородиным (26 августа 1812), его имя занесено на стену храма Христа Спасителя в г. Москва[1].
- Страхов, Николай Иванович (1768 — после 1811) — русский писатель-сатирик, переводчик и этнограф.